# Lagartixinha-amazônica
Lagartixinha-amazônica (nome científico: Gonatodes humeralis), também conhecida popularmente como lagartixa-da-mata, lagartinho-bicudo, lagartinho-colorido, lagartinho-pintado e lagarto-do-folhiço, é uma réptil da família dos esferodactilídeos (Sphaerodactylidae).

## Taxonomia e sistemática
A lagartixinha-amazônica faz parte da família dos esferodactilídeos (Sphaerodactylidae). Foi descrito por Alphonse Guichenot em 1855 e seu holótipo (hoje perdido) era ZMB 7189. Pinto et al. (2019) analisaram o situação taxonômica de Gonatodes humeralis com base em dados moleculares. Seus resultados indicaram que, ao contrário do que esperavam e das evidências obtidas em estudos similares com outros lagartos amazônicos, a espécie é monotípica na América do Sul continental, apesar de sua ampla distribuição. Por outro lado, as populações de Trindade e Tobago mostraram-se geneticamente distintas. Como consequência, revalidaram o nome G. ferrugineus para a população de Trindade, embora ressaltem que, até o momento, os dois táxons não podem ser diferenciados com base em características morfológicas.
A espécie Cnemaspis timoriensis foi originalmente registrada na Indonésia (Timor), mas essa localidade é considerada equivocada, uma vez que o táxon é atualmente reconhecido como sinônimo de Gonatodes humeralis. Embora C. timoriensis tenha prioridade nomenclatural sobre G. humeralis, Rösler et al. (2019: 501) recomendaram a submissão de um pedido formal à Código Internacional de Nomenclatura Zoológica (ICZN), conforme o Artigo 23.9.3 do Código, visando a supressão do nome Cnemaspis timoriensis. Esta espécie é conhecida apenas por dois espécimes: o suposto tipo e um exemplar depositado no MTD, que, na verdade, não corresponde a G. humeralis. Bauer (2013) já havia apontado que esses espécimes provavelmente não pertencem ao gênero Cnemaspis. Posteriormente, Rösler (2016) concluiu que o exemplar do Museu Nacional de História Natural (MNHN) provavelmente representa um Garthia ou Homonota, enquanto o espécime do ZMB é um Gonatodes. Em comunicação pessoal (22 de julho de 2017), A.M. Bauer sugeriu a exclusão definitiva dessa "espécie".

## Descrição
A lagartixinha-amazônica é caracterizada por lamelas subdigitais proximais tão largas quanto o próprio dígito, totalizando entre 15 e 21 sob o quarto dedo. Os dedos das mãos e dos pés apresentam duas fileiras laterais de escamas em cada lado na porção distal. A região ventral da cauda exibe um padrão sequencial repetitivo: duas escamas medianas únicas dispostas uma após a outra, cada uma em contato látero-distalmente com uma escama de cada lado, seguidas por uma escama mediana única ligeiramente maior, que se articula lateralmente com duas escamas de cada lado. O número de escamas ao redor da metade do corpo varia de 100 a 137, enquanto as ventrais totalizam de 48 a 78. Machos vivos apresentam um padrão dorsal vermiculado em tons de vermelho, amarelo e marrom; a cabeça exibe listras e manchas cinza-claras ou amarelas e vermelhas, com uma barra ante-umeral branca ou amarela precedida por uma distinta mancha preta arredondada. A espécie apresenta dimorfismo sexual na coloração, com os machos mudando rapidamente para cores vibrantes como vermelho, roxo e laranja para responder às interações sociais. Em contraste, as fêmeas tendem a mudar para cores opacas e camufladas para garantir a segurança de si mesmas e de seus filhotes.

## Distribuição e habitat
A lagartixinha-amazônica possui ampla distribuição na Amazônia e nas terras baixas adjacentes do Brasil, Guiana Francesa, Suriname, Guiana, Venezuela (incluindo a Cordilheira Costeira), Colômbia, Equador, Peru (Loreto) e Bolívia (Beni, Pando e Santa Cruz). Nas Guianas, estende-se ao litoral, abrangendo também a porção oriental da Venezuela. No Brasil, ocorre em todos os estados amazônicos (Acre, Amapá, Amazonas, Pará, Rondônia, Roraima, Tocantins), alcançando o Maranhão a leste e o Mato Grosso ao sul da região amazônica, onde provavelmente se dispersa por matas de galeria e outros tipos de vegetação arbórea. Sua distribuição altitudinal varia desde o nível do mar até cerca de mil metros de altitude. Habita diferentes tipos de florestas, como terra firme, várzea, igapó, florestas primárias e secundárias, além de matas de galeria e fragmentos florestais em áreas de savana. Também pode ser encontrada em árvores isoladas em clareiras amplas e em ambientes urbanos, como parques e jardins com presença de árvores. A espécie tolera áreas perturbadas, ocorrendo em bordas de floresta e até no interior de habitações humanas.

## Ecologia
A lagartixinha-amazônica é uma espécie diurna, não heliotérmica. Sua dieta é composta por uma variedade de artrópodes, uma grande porcentagem da dieta (10-30%) consiste em formigas. É ovípara e tem como predadores serpentes e lagartos de maior porte. Ocorre em simpatria com diversas espécies maiores do mesmo gênero, como G. annularis, G. concinnatus, G. hasemani, G. tapajonicus e G. nascimentoi.

## Conservação
A União Internacional para a Conservação da Natureza (UICN) classifica lagartixinha-amazônica como pouco preocupante (LC), considerando sua ampla distribuição, abundância, capacidade de adaptação a ecossistemas alterados pelo homem e presença em diversas áreas protegidas. É uma espécie comum e bastante difundida em Trindade e é um dos lagartos mais comuns na Amazônia e espera-se que tenha uma população estável. A espécie está presente em diversas áreas protegidas e reservas indígenas ao longo de sua distribuição. Devido à sua alta capacidade de adaptação às perturbações causadas pelo homem, não necessita de medidas de conservação específicas. Em 2018, foi classificado como pouco preocupante (LC) no Livro Vermelho da Fauna Brasileira Ameaçada de Extinção do Instituto Chico Mendes de Conservação da Biodiversidade (ICMBio).